# Chalcochlamys dohrni
Chalcochlamys dohrni är en skalbaggsart som beskrevs av Ohaus 1898. Chalcochlamys dohrni ingår i släktet Chalcochlamys och familjen Rutelidae. Inga underarter finns listade i Catalogue of Life.